# Музей Грассі
Музей Грассі (нім. Grassimuseum) — музейний комплекс у німецькому місті Лейпциг. Музей названий на честь Франца Домініка Грассі (Franz Dominic Grassi, 1801—1880) — лейпцизького торговця і банкіра, який заповів все своє величезне багатство місту, в тому числі на розвиток музеїв і мистецтва. Будівля музею збудована у стилі ар-деко.

## Історія
Комплекс побудований у 1925—1929 роках за проектом лейпцизьких архітекторів Карла Віліама Цвека (Carl William Zweck) і Ганса Фойгта (Hans Voigt), загальне керівництво будівництвом здійснював радник департаменту міського будівництва Губерт Ріттер (Hubert Ritter).
Для будівництва було відведено ділянку на прилеглій зі сходу до історичного центру Лейпцига площі Johannisplatz, при цьому була знищена невелика частина старого історичного кладовища і знесена середньовічна лікарня св. Йоганна.
До 1943 року в центрі площі стояла церква св. Йоганна. Будівля дуже сильно постраждала під час Другої світової війни. Відновлювальні роботи, розпочаті в післявоєнні роки, просувалися повільно. Нарешті, вже в об'єднаній Німеччині з бюджету виділили необхідні кошти і у 2000—2005 роках повністю відреставрували всю споруду із заміною втрачених елементів новими.

## Архітектура
Музей Грассі є замкнутим комплексом складної конфігурації з чотирма внутрішніми дворами. Стіни всіх корпусів покриті штукатуркою кольору червоної охри, а елементи декору виконані з натурального туфу.
Парадний фасад звернений в сторону історичного центру міста. Вхідна аркада веде з площі всередину комплексу. Аркада фланкірується двома невисокими симетричними корпусами. Цей двір замикає будівля комплексу, що увінчана якоюсь подобою корони. У нижній частині центрального корпусу — арочний прохід у другий внутрішній двір. У цій арці знаходиться вхід у вестибюль і касовий зал. А практично весь обсяг центрального корпусу займають великі заскленні парадні сходи. Інший великий двір замикається корпусом з двома кутовими вежами, в яких знаходяться службові гвинтові сходи. Аркада заднього корпусу веде на старе історичне кладовище. Некрополь зі старими похованнями зараз є музеєм просто неба, а за сумісництвом і міським парком.
Бічні фасади музею Грассі виходять на дві вулиці: Prager Strasse і Täubchenweg. З боку Prager Strasse знаходяться виставкові зали, в яких з 1929 року проходили ярмарки предметів декоративно-прикладного мистецтва. З боку Täubenweg розташований службовий вхід.

## Музеї

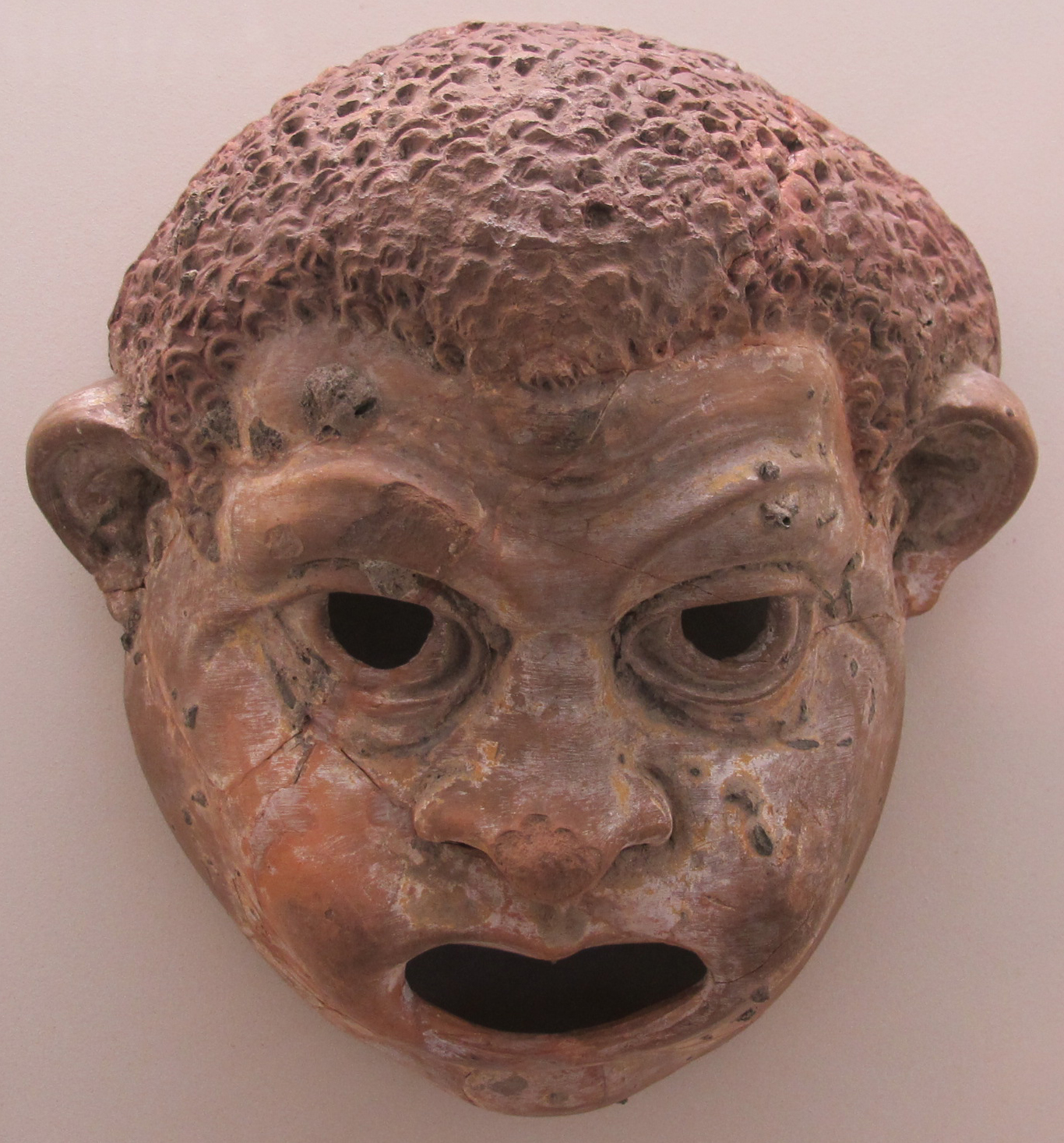
Театральна маска. Аттика. III столыття до н. е. Експонат Етнографічного музею

У комплексі розташовані три музеї: Етнографічний музей, Музей прикладного мистецтва та Музей музичних інструментів.

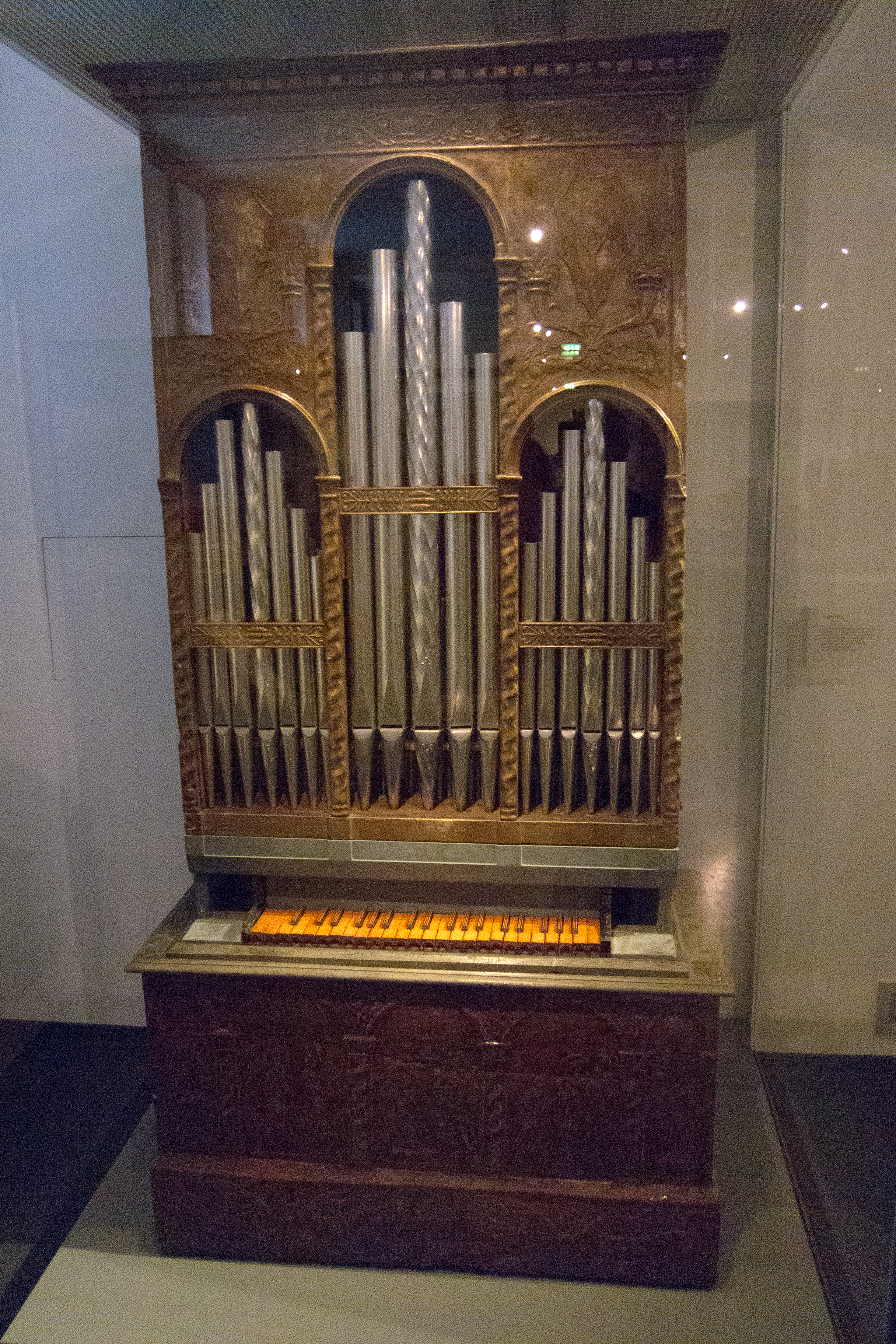
Орган. Експонат Музею музичних інструментів

Експонатами Етнографічного музею є предмети побуту і твори мистецтва народів світу. Його колекція охоплює понад 200 тисяч експонатів з усього світу, в першу чергу, з Африки, Азії, Австралії та Океанії.
У Музеї прикладного мистецтва представлені вироби ремісників і зразки народних промислів. Експонатами цього музею є понад 90 тисяч предметів — вироби ковалів, склодувів, різьб'ярів по дереву та інших народних умільців. Велика частина експозиції цього музею належить до 1920-1930-х років, тобто до часу створення музейного комплексу Грассі. В експозиції музею — кабінет, з інтер'єрами в стилі італійського ренесансу, Римський зал, виставковий зал, де представлені твори мистецтва з Лейпцизької скарбниці, колекція прикладного мистецтва народів Сходу. Частиною музею є бібліотека, де зібрані історичні гравюри, старовинні книги та фотодокументи.
У Музеї музичних інструментів представлена унікальна колекція, яка є однією з найстаріших в Європі. Колекція цього музею вважається дуже цінною — найстаріші музичні інструменти були виготовлені у XVI столітті. Музей розбитий на кілька тематичних залів, в яких представлені музичні інструменти різних епох. Відвідувачі музею можуть в повній мірі насолодитися світом звуків, відвідавши спеціальний зал, обладнаний сучасною апаратурою. На другому поверсі розташований музичний зал, де відвідувачі музею мають можливість досхочу пограти на представлених в цьому залі музичних інструментах.